# Appu
Appu é o herói de um conto relatado por um texto hitita fragmentário.

## Conto
Appu é um homem rico, mas está infeliz porque não tem filhos. Isso ocorre porque ele não compreende assuntos sexuais, pois o texto diz que ele e sua mulher vão para a cama "completamente vestidos" e com os calçados. Appu decide, então, pedir ajuda aos deuses e sacrifica um carneiro ao deus Sol, quem logo surge na figura de um jovem. O deus diz que Appu deveria ficar bêbado e então fazer sexo com sua mulher. É difícil precisar o que ocorre após esse episódio, uma vez que há lacunas no texto. No entanto, sabe-se que, ao final da história, Appu tem dois filhos, "Mau" e "Bom", aos quais oferece respectivamente uma vaca boa e uma vaca estéril. No entanto, o deus Sol restaura a fertilidade da vaca de "Bom". Mais tarde, os irmãos chegam a disputar. A história provavelmente contêm um motivo histórico que inspirou a narrativa bíblica sobre Caim e Abel.